# Ortomer
Ortomer (Orthomerus) – rodzaj hadrozauroida żyjącego w późnej kredzie na terenie współczesnych: Holandii i przypuszczalnie Ukrainy. Nazwa Orthomerus oznacza „prosta kość udowa”. Jak inne hadrozauroidy, ortomer poruszał się na dwóch lub czterech kończynach i był roślinożerny. Opisano dwa gatunki ortomera: Orthomerus dolloi – będący gatunkiem typowym rodzaju, nazwany przez Harry'ego Goviera Seeleya w 1883 – i Orthomerus weberi, opisany w 1945 przez Anatolija Riabinina. Orthomerus dolloi jest znany ze skamieniałości kręgów ogonowych oraz kości: udowej i piszczelowej, a O. weberi – z fragmentarycznych pozostałości kończyn przednich. Oba gatunki, podobnie jak cały rodzaj Orthomerus, są obecnie uznawane za nomina dubia, choć Madzia i wsp. (2020) wskazują, że O. dolloi może różnić się od innych późnokredowych ornitopodów z terenów obecnej Europy pod względem pewnych cech kości udowej. Analiza filogenetyczna przeprowadzona przez tych autorów sugeruje, że O. dolloi jest stosunkowo zaawansowanym hadrozauroidem, jednak nienależącym do Hadrosauridae – grupy, w której klasyfikowano go wcześniej.